# 西村正俊
西村 正俊（にしむら まさとし、1921年（大正10年）2月11日  - 2011年（平成23年）6月20日）は、日本の政治家。佐賀県佐賀市長（3期）。

## 経歴
佐賀県出身。1939年、旧制佐賀県立佐賀中学校卒業。翌年南満洲鉄道に入る。1946年、佐賀県国民健康保険組合連合会主事になる。1948年、佐賀県庁に入る。国民健康保険課長、厚生部参事を経て、1970年に伊万里市助役に就任、1980年に佐賀市助役に就任する。1987年の佐賀市長選挙に立候補し当選、1999年まで3期務めた。2011年6月20日午前7時43分、多発性骨髄腫のため佐賀市の佐賀県立病院好生館で死去、90歳。死没日をもって従七位から従五位に叙される。
1989年に佐賀市で行われた市制100周年のメインイベントとしてアジアで初めて開催された熱気球世界選手権の発展に貢献、市長退任後も佐賀バルーンフェスタ組織委員会の名誉顧問として総会や懇親会に参加した。
1990年の水害を機に国と交渉して巨勢川調整池の建設に着手、佐賀土地改良区理事長を2010年10月まで務めた。訃報に際して2011年当時の佐賀市長秀島敏行は「パフォーマンス的なことを嫌い、市民生活に必要なことを地道に実行してこられた。よか師を亡くした」と惜別している。